# Hornbach-Fleckenstein-Radweg
Der Hornbach-Fleckenstein-Radweg ist ein Radweg in Rheinland-Pfalz, der durch das Zweibrücker Hügelland und Pfälzerwald verläuft. Dabei bleibt er stets in Reichweite zur Grenze zwischen Deutschland und Frankreich. Im Osten führt er außerdem für einige Kilometer über französisches Staatsgebiet.

## Verlauf
Der Radweg beginnt am westlichen Siedlungsrand der namensgebenden Stadt Hornbach und führt anschließend durch die Ortsmitte. Östlich davon tangiert er die Gemeinden Mauschbach und Dietrichingen. Danach passiert er nördlichen Rand von Großsteinhausen sowie den südlichen von Kleinsteinhausen. Anschließend verläuft er mitten durch Bottenbach, Vinningen und den Hochstellerhof. Danach tritt er in den Pfälzerwald ein und durchquert Eppenbrunn, ehe er die Eselssteige passiert. Im Anschluss führt er am Reißlerhof, dem Schöntalweiher und dem Mühlweiher vorbei und verläuft durch Fischbach bei Dahn. Östlich davon streift er das Naturschutzgebiet Königsbruch und südlich davon den westlichen Ortsrand von Schönau.
Nach dem Passieren von Hirschthal überschreitet er die Grenze zwischen Deutschland und Frankreich und verlässt rund einen Kilometer südlich das Tal der Sauer. Über eine Strecke von rund fünf Kilometern verläuft der Weg über einen großen Bogen über französisches Staatsgebiet, genauer den Waldgmekarungen der Gemeinden Lembach (Bas-Rhin) und Wingen-sur-Moder und passiert dabei den Schlossberg mit der namensgebenden Burg Fleckenstein. Zurück in Deutschland verläuft er mitten durch Nothweiler und anschließend entlang der Westflanke des Mäuerle, ehe er am südlichen Ortsrand von Bundenthal endet.

## Besonderheiten
Von Hornbach bis zum Naturschutzgebiet Königsbruch ist sein Verlauf mit der Rheinland-Pfalz-Radroute identisch und vom Imsbacherhof bis zum westlichen Ortsrand von Eppenbrunn sowie im Bereich des Schöntalweihers mit dem Saar-Rhein-Weg. Teilweise führt er über Rad- und Wirtschaftswege. Seinen höchsten Punkt hat er innerhalb von Vinningen mit 440 m.